# Balneário de Tolox

Localização do municipio de Tolox

As termas de Tolox (em castelhano:  balneário de Tolox) são termas localizadas no município espanhol de Tolox, Província de Málaga, na Serra de las Nieves, a 360 metros de altitude.

## Clima
Excelente clima de montanha, clima da região malaguenha moderada pela altitude e baixos níveis de humidade.
Com um ar puro e sem poluição, o balneário se encontra dentro do Parque Natural Serra das Neves, rodeado por floresta e fontes de águas amargosas, fazem deste um dos lugares com a melhor qualidade do ar da região.

## Características
Este balneário é um dos poucos da Europa onde ao invés de se tomar banho se realiza a inalação de gases, e cuja finalidade é servir como terapia para pessoas com problemas respiratório como asma, bronquite, e também para tratamento de cálculos renais.

## História
Em Tolox, os habitantes já tinham conhecimento dos efeitos medicinais da água, e a usavam como tratamento. As águas recebem o nome de amargosas pelo seu gosto peculiar.
José García Rey, um fármaco de Tolox, foi quem iniciou os estudos sobre a água da região e quem confirmou seus efeitos medicinais.